# 青崎サッカークラブ
青崎フットボールクラブ（あおさきフットボールクラブ）は、広島県広島市南区を拠点とするサッカークラブ。青崎サッカークラブと表記されることも多いが、2024年現在は青崎フットボールクラブで統一している。

## 概要
広島市立青崎小学校グラウンドを拠点に活動。向洋地区に位置しすぐそばにマツダ(旧・東洋工業)本社工場があり、1960年代後半には東洋工業蹴球部の今西和男・松本育夫・二村昭雄ら現役の日本代表が直接指導に訪れていた。そこからサッカー熱が高まり、1969年のクラブ創設へと向かった。
女子チームは広島県の中でも古くから活動しているチームで、2チームを抱えているのは県内で唯一。過去には、1984年度の全日本女子選手権に中国地域代表として出場している。

## カテゴリ

### 男子
- トップチーム：青崎FC.Rotary
- ジュニアユース：青崎FC U-15
- ジュニア：青崎FC U-12

### 女子
- 社会人：青崎FC HANAKO（旧：青崎SC HANAKO Clover's）
- U-18、U-15：青崎FC Nasenaru（旧：青崎SC HANAKO）

過去には女子小学生チーム「青崎SC Himeko」も存在した。

## 主な卒業生
- いまおかゆう子
- 沖田由美子
- 樫本芹菜
- 杉裕美
- 福場也実
- 保手濱理恵
- 本藤理佐
- 川﨑咲耶
- 神田若帆

## 戦績
- 皇后杯 JFA 全日本女子サッカー選手権大会出場：1985年
- JFA 全日本U-15女子サッカー選手権大会：2010年準優勝